# Пиккола Скала
Пи́ккола Ска́ла (итал. Piccola Scala) — оперный театр в Милане (на via Filodrammatici), существовавший с 1955 до 1983 г. С 1982 в название театра было включено посвящение Артуро Тосканини.
Небольшой театр на 600 мест, находившийся в непосредственной близости от знаменитого Ла Скала (отсюда название), был открыт в 1955 г. постановкой оперы «Тайный брак» Д. Чимарозы (дирижировал Н. Сандзоньо). Использовался для постановок редко исполняемых опер XVII—XVIII вв., а также новейших (XX в.) сочинений для музыкального театра.
Среди постановок старинных опер «Служанка-госпожа» Дж. Б. Перголези (1956), «Митридат Евпатор» А. Скарлатти (1956), «Чеккина, или благонамеренная девушка» («La Cecchina») Н. Пиччинни (1957), «Женские плутни» («Astuzzie femminili») Д. Чимарозы (1960), «Нина» Дж. Паизиелло (1961), «Ксеркс» Г. Ф. Генделя (1962), «Орфей» (1957) и «Возвращение Улисса на родину» К. Монтеверди (1972, дирижёр Н. Арнонкур); в современном репертуаре — сочинения Дж. Ф. Гедини («Счастливый обманщик», 1956), И. Ф. Стравинского («История солдата», 1957), Н. Роты («Ночь неврастеника», 1960), С. Шаррино («Амур и Психея», 1973), Б. Мадерны («Сатирикон», 1974), Б. Бриттена («Альберт Херринг», 1979), Ф. Малипьеро, Р. Малипьеро, Г. Петрасси и других авторов. Здесь также ставились редко исполняемые камерные оперы XIX века, в том числе дважды (в 1959 и 1982) «Камень преткновения» Дж. Россини и (в 1958 и 1983) «Каменный гость» А. С. Даргомыжского.
Согласно новым муниципальным нормативам для организации общественных мероприятий количество зрительских мест в «Пиккола Скала» в 1983 г. было уменьшено с 600 до 350, после чего театр стал нерентабельным. В октябре 1983 г. очередной сезон был внезапно прерван. Здание перешло в собственность знаменитого соседа, который занял бывший театр под своё складское помещение. В ходе реконструкции «Ла Скала», которая проходила в 2001—2004 гг., здание «Пиккола Скала» было окончательно снесено.